# Ražanac

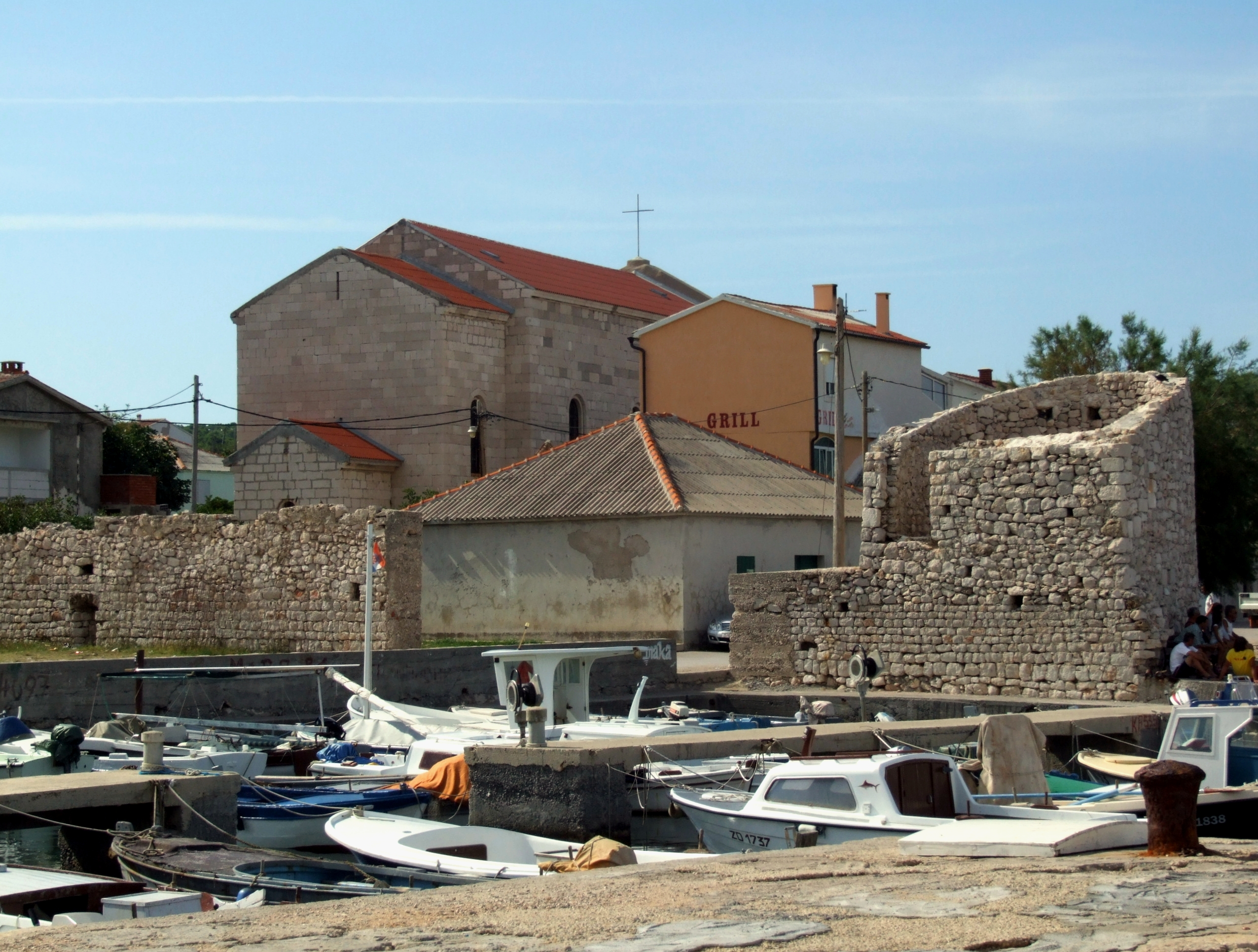

Ražanac est un village et une municipalité située en Dalmatie, dans le comitat de Zadar, en Croatie. Au recensement de 2001, la municipalité comptait 3 107 habitants, dont 98,23 % de Croates et le village seul comptait 1 002 habitants.

## Localités
La municipalité de Ražanac compte 8 localités :
- Jovići
- Krneza
- Ljubač
- Radovin
- Ražanac
- Rtina